# Zdeněk Kofent
Zdeněk Kofent (* 2. května 1934) je bývalý český fotbalista, záložník.

## Fotbalová kariéra
V československé lize hrál za Baník Kladno a Tankistu Praha. Nastoupil ve 159 ligových utkáních a dal 1 gól.

## Ligová bilance
| Ročník                                   | Zápasy | Góly | Klub           |
| ---------------------------------------- | ------ | ---- | -------------- |
| Přebor československé republiky 1953     | 10     | 1    | Baník Kladno   |
| Přebor československé republiky 1954     | 8      | 0    | Baník Kladno   |
| Přebor československé republiky 1954     | 1      | 0    | Tankista Praha |
| Přebor československé republiky 1955     | 15     | 0    | Tankista Praha |
| 1. československá fotbalová liga 1957/58 | 31     | 0    | Baník Kladno   |
| 1. československá fotbalová liga 1960/61 | 24     | 0    | Baník Kladno   |
| 1. československá fotbalová liga 1961/62 | 20     | 0    | SONP Kladno    |
| 1. československá fotbalová liga 1962/63 | 12     | 0    | SONP Kladno    |
| 1. československá fotbalová liga 1963/64 | 16     | 0    | SONP Kladno    |
| 1. československá fotbalová liga 1964/65 | 22     | 0    | SONP Kladno    |
| CELKEM                                   | 159    | 1    |                |